# Sundamys maxi
Sundamys maxi és una espècie de mamífer rosegador de la família dels múrids. És endèmica de l'oest de Java (Indonèsia), on viu a altituds d'entre 900 i 1.350 msnm. El seu hàbitat natural són els boscos tropicals perennifolis. Està amenaçada per la destrucció del seu medi. Aquest tàxon fou anomenat en honor del naturalista i propietari de plantacions neerlandès Max Eduard Gottlieb Bartels.